# Élections législatives de 1973 dans le Gard
Les élections législatives françaises de 1973 se déroulent les 4 et 11 mars 1973. Dans ce département, quatre députés sont à élire dans le cadre de quatre circonscriptions.

## Élus
| Circonscription | Député sortant  | Parti | Parti | Député élu ou réélu | Parti | Parti |
| --------------- | --------------- | ----- | ----- | ------------------- | ----- | ----- |
| 1re             | Paul Tondut     |       | UDR   | Émile Jourdan       |       | PCF   |
| 2e              | Jean Poudevigne |       | CDP   | Jean Bastide        |       | PS    |
| 3e              | Roger Roucaute  |       | PCF   | Roger Roucaute      |       | PCF   |
| 4e              | Pierre Jalu     |       | UDR   | Gilbert Millet      |       | PCF   |

## Résultats

### Résultats à l'échelle du département
| Parti                 | Parti                                   | Premier tour | Premier tour | Second tour | Second tour | Sièges |
| Parti                 | Parti                                   | Voix         | %            | Voix        | %           | Sièges |
| --------------------- | --------------------------------------- | ------------ | ------------ | ----------- | ----------- | ------ |
|                       | Parti communiste français               | 82 191       | 34,86        | 84 948      | 35,09       | 3      |
|                       | Parti socialiste                        | 51 796       | 21,97        | 45 342      | 18,73       | 1      |
|                       | Parti socialiste unifié                 | 1 376        | 0,58         |             |             | 0      |
|                       | Union de la gauche                      | 135 363      | 57,21        | 130 290     | 53,82       | 4      |
|                       |                                         |              |              |             |             |        |
|                       | Union des démocrates pour la République | 44 486       | 18,87        | 71 111      | 29,38       | 0      |
|                       | Centre démocratie et progrès            | 32 149       | 13,63        | 40 666      | 16,80       | 0      |
|                       | Divers droite                           | 1 878        | 0,80         |             |             | 0      |
|                       | Union des républicains de progrès       | 78 513       | 33,30        | 111 777     | 46,18       | 0      |
|                       |                                         |              |              |             |             |        |
|                       | Mouvement réformateur                   | 19 847       | 8,42         |             |             | 0      |
|                       | Extrême droite                          | 1 067        | 0,45         | 0           |             |        |
|                       | Extrême gauche                          | 1 013        | 0,43         | 0           |             |        |
|                       |                                         |              |              |             |             |        |
| Inscrits              | Inscrits                                | 300 347      | 100,00       | 300 189     | 100,00      | 3      |
| Abstentions           | Abstentions                             | 59 467       | 19,8         | 49 558      | 16,51       |        |
| Votants               | Votants                                 | 240 880      | 80,2         | 250 631     | 83,49       |        |
| Blancs et nuls        | Blancs et nuls                          | 5 077        | 2,11         | 8 564       | 3,42        |        |
| Exprimés              | Exprimés                                | 235 803      | 97,89        | 242 067     | 96,58       |        |
| Source : Data.gouv.fr |                                         |              |              |             |             |        |

### Résultats par circonscription

#### Première circonscription (Nîmes)
| Candidat       | Candidat                     | Parti          | Premier tour | Premier tour | Second tour | Second tour |  |
| Candidat       | Candidat                     | Parti          | Voix         | %            | Voix        | %           |  |
| -------------- | ---------------------------- | -------------- | ------------ | ------------ | ----------- | ----------- |  |
|                | Émile Jourdan élu            | PCF            | 19 740       | 33,24        | 30 785      | 50,2        |  |
|                | Jean-Claude Servan-Schreiber | UDR (URP)      | 19 136       | 32,22        | 30 543      | 49,8        |  |
|                | Georges Dayan                | PS (UGSD)      | 12 683       | 21,36        | Retrait     | Retrait     |  |
|                | Émile Trémoulet              | MR             | 6 052        | 10,19        |             |             |  |
|                | Jean Chabanis                | PSU            | 1 376        | 2,32         |             |             |  |
|                | Jean-François Garidou        | LCR            | 401          | 0,68         |             |             |  |
|                |                              |                |              |              |             |             |  |
| Inscrits       | Inscrits                     | Inscrits       | 81 169       | 100,00       | 81 135      | 100,00      |  |
| Abstentions    | Abstentions                  | Abstentions    | 20 549       | 25,32        | 17 150      | 21,14       |  |
| Votants        | Votants                      | Votants        | 60 620       | 74,68        | 63 985      | 78,86       |  |
| Blancs et nuls | Blancs et nuls               | Blancs et nuls | 1 232        | 2,03         | 2 657       | 4,15        |  |
| Exprimés       | Exprimés                     | Exprimés       | 59 388       | 97,97        | 61 328      | 95,85       |  |

#### Deuxième circonscription (Beaucaire - Bagnols-sur-Cèze)
| Candidat       | Candidat                | Parti          | Premier tour | Premier tour | Second tour | Second tour |  |
| Candidat       | Candidat                | Parti          | Voix         | %            | Voix        | %           |  |
| -------------- | ----------------------- | -------------- | ------------ | ------------ | ----------- | ----------- |  |
|                | Jean Poudevigne sortant | CDP (URP)      | 32 149       | 39,56        | 40 666      | 47,28       |  |
|                | Jean Bastide élu        | PS (UGSD)      | 21 408       | 26,34        | 45 342      | 52,72       |  |
|                | Bernard Deschamps       | PCF            | 21 090       | 25,95        | Retrait     | Retrait     |  |
|                | Philippe Saltiel        | MR             | 5 555        | 6,84         |             |             |  |
|                | Jean-Louis Barbolosi    | ARLP           | 1 067        | 1,31         |             |             |  |
|                |                         |                |              |              |             |             |  |
| Inscrits       | Inscrits                | Inscrits       | 100 799      | 100,00       | 100 711     | 100,00      |  |
| Abstentions    | Abstentions             | Abstentions    | 17 923       | 17,78        | 13 133      | 13,04       |  |
| Votants        | Votants                 | Votants        | 82 876       | 82,22        | 87 578      | 86,96       |  |
| Blancs et nuls | Blancs et nuls          | Blancs et nuls | 1 607        | 1,94         | 1 570       | 1,79        |  |
| Exprimés       | Exprimés                | Exprimés       | 81 269       | 98,06        | 86 008      | 98,21       |  |

#### Troisième circonscription (Alès - Pont-Saint-Esprit)
| Candidat       | Candidat                     | Parti          | Premier tour | Premier tour | Second tour | Second tour |  |
| Candidat       | Candidat                     | Parti          | Voix         | %            | Voix        | %           |  |
| -------------- | ---------------------------- | -------------- | ------------ | ------------ | ----------- | ----------- |  |
|                | Roger Roucaute sortant réélu | PCF            | 26 288       | 47,3         | 32 147      | 58,74       |  |
|                | Jacques Trouiller            | UDR (URP)      | 13 482       | 24,26        | 22 578      | 41,26       |  |
|                | André Rouvière               | PS (UGSD)      | 9 800        | 17,63        | Retrait     | Retrait     |  |
|                | Michel Baptiste              | MR             | 6 006        | 10,81        |             |             |  |
|                |                              |                |              |              |             |             |  |
| Inscrits       | Inscrits                     | Inscrits       | 68 455       | 100,00       | 68 423      | 100,00      |  |
| Abstentions    | Abstentions                  | Abstentions    | 11 493       | 16,79        | 11 211      | 16,38       |  |
| Votants        | Votants                      | Votants        | 56 962       | 83,21        | 57 212      | 83,62       |  |
| Blancs et nuls | Blancs et nuls               | Blancs et nuls | 1 386        | 2,43         | 2 487       | 4,35        |  |
| Exprimés       | Exprimés                     | Exprimés       | 55 576       | 97,57        | 54 725      | 95,65       |  |

#### Quatrième circonscription (Alès - Le Vigan)
| Candidat       | Candidat            | Parti          | Premier tour | Premier tour | Second tour | Second tour |  |
| Candidat       | Candidat            | Parti          | Voix         | %            | Voix        | %           |  |
| -------------- | ------------------- | -------------- | ------------ | ------------ | ----------- | ----------- |  |
|                | Gilbert Millet élu  | PCF            | 15 073       | 38,09        | 22 016      | 55,03       |  |
|                | Pierre Jalu sortant | UDR (URP)      | 11 868       | 29,99        | 17 990      | 44,97       |  |
|                | Robert Verdier      | PS (UGSD)      | 7 905        | 19,98        | Retrait     | Retrait     |  |
|                | Roger Friedmann     | Rad (MR)       | 2 234        | 5,65         |             |             |  |
|                | René Bresson        | Divers droite  | 1 878        | 4,75         |             |             |  |
|                | Guy Kozak           | LO             | 612          | 1,55         |             |             |  |
|                |                     |                |              |              |             |             |  |
| Inscrits       | Inscrits            | Inscrits       | 49 924       | 100,00       | 49 920      | 100,00      |  |
| Abstentions    | Abstentions         | Abstentions    | 9 502        | 19,03        | 8 064       | 16,15       |  |
| Votants        | Votants             | Votants        | 40 422       | 80,97        | 41 856      | 83,85       |  |
| Blancs et nuls | Blancs et nuls      | Blancs et nuls | 852          | 2,11         | 1 850       | 4,42        |  |
| Exprimés       | Exprimés            | Exprimés       | 39 570       | 97,89        | 40 006      | 95,58       |  |